# Morirse en domingo
Morirse en domingo és una pel·lícula mexicana de drama, dirigida per Daniel Gruener.

## Sinopsi
La producció compte sobre un jove provinent d'una família de "classe mitjana", qui es diu Carlos, fill d'un comptador neuròtic, el qual és un noi estrany, que pel seu aspecte ens fa pensar que és un emo.
Aquest individu es veu compromès en una situació bastant difícil, perquè el seu oncle mor un diumenge, conegut dia mexicà i internacional de descans, que per a desgràcia de la seva família, pel que sembla no troben serveis funeraris decents disponibles, però troben serveis d'una funerària establerta en un rumb perillós.
La funerària és atesa per Joaquín, un agent corrupte i de mala reputació, qui té tractes amb l'Agència forense de la PGR i amb l'Escola Superior de Medicina del IPN (on fins i tot van ser filmades algunes seqüències).
Que per a mala sort del personatge principal, un famós i corrupte polític s'escapoleix del país, simulant la seva mort, per la qual cosa la PGR, en ser pagada per aquest, recorren a Joaquín per al lliurament d'un cos.
Aquests successos han de desencadenar accions i emocions en les escenes, on serà present els dilemes en valors com l'honestedat. Criticant la corrupció, a l'actual i fallit sistema fiscal i judicial a Mèxic.

## Ambientació
La pel·lícula està ambientada en la Unitat Residencial Nonoalco-Tlatelolco, en la present època. Recorrent alguns carrers del Centre Històric de la Ciutat de Mèxic, l'Eix Central Lázaro Cárdenas, riu Churubusco i l'Avinguda Central que connecta a l'urbs de la capital amb el Estat de Mèxic. En qüestió de la funerària, aquesta pel que sembla pot ser que estigui ambientada en una zona marginal, com el poble de San Lorenzo Tezonco, Iztapalapa o al municipi de Nezahualcóyotl.

## Recepció i difusió internacional
La pel·lícula va ser projectada per primera vegada el 21 de setembre de 2006 al Festival Internacional de Cinema de Sant Sebastià, rebent molt bones crítiques de mans de la premsa espanyola. Es va presentar per primera vegada a Mèxic al Festival Internacional de Cinema de Morelia, el 15 d'octubre del mateix any. A més d'exhibicions en el Festival Internacional de Cinema de Mar del Plata i al Festival de Cinema de Toronto, on es va difondre als països angloparlants sota el nom de «Never on a Sunday». En la L edició dels Premis Ariel va rebre el premi al millor disseny artístic. i va obtenir el premi a la millor pel·lícula a les Diosas de Plata.

## Repartiment
- Silverio Palacios com Joaquín Vidal, l'agent funerari
- Humberto Busto com Carlos.
- Maya Zapata com Ana Vidal, filla de Joaquín.
- Fernando Becerril com Raúl, el pare de Carlos.
- Rosa María Bianchi com Laura, mare de Carlos.
- Paulina Gaitán com Isabel, germana de Carlos.
- Rafael Simón com Javier, amic de Carlos.
- Raúl Méndez com Eleuterio.
- Axel Ricco com "Drácula".
- Enrique Arreola com el Tipògraf.
- José Ángel Bichir com Jorge Inzunza, amic de Carlos.